# حفل دون
حفل دون، مسرحية كتبت عام 1971 من قبل ديفيد ويليامسون خلال الانتخابات الفيدرالية الأسترالية عام 1969. عرضت المسرحية في 11 أغسطس 1971 في مسرح ذا برام فاكتوري في كارلتون.

## سير الأحداث
دون هندرسون معلم مدرسة يعيش مع زوجته كاث وابنه الرضيع في ضاحية لوار بلنتي في ملبورن. في ليلة الانتخابات الفيدرالية عام 1969 دعا دون مجموعة صغيرة من الأصدقاء للاحتفال بالنصر المتوقع في انتخابات حزب العمال الأسترالي والأمر الذي أثار استياء زوجته. يأتي إلى الحفلة مال معلم جامعة دون ، وزوجته المريرة جيني المهووسة بالجنس كولي وصديقته الأخيرة سوزان البالغة من العمر تسعة عشر عامًا وإيفان وهي طبيبة أسنان وزوجته الفنانة الجميلة كيري. بطريقة ما, جاء اثنان من أنصار الليبراليين سيمون وجودي.
بينما يمضي الحفل، يتضح أن حزب العمل الذي يدعمه دون ومعظم الضيوف لن يفوز. نتيجة لذلك، يزداد استهلاك الكحول ويصبح القنص بين دون وأصدقائه الذكور حول تطلعاتهم الفاشلة أكثر قبحًا وكذلك سلوكهم تجاه النساء. ماك مهندس التصميم الذي تركته زوجته للتو يسحب صورة عارية لها لموافقة أصدقائه. تتابع كولي زير نساء كراس النساء المتاحات. تتبادل الزوجات المحبطات حكايات الأداء الجنسي المتدني لأزواجهن. بحلول نهاية الليل، بدأ دون وبعض أصدقائه في استيعاب الفراغ في حياتهم المهددة.
أدت المسرحية إلى تكملة في سنة 2011 تسمى ب "دون يحتفل"

## تحويل المسرحية لفيلم
في عام 1976، تم إصدار نسخة فيلم مع سيناريو من تأليف ويليامسون و من إخراج بروس بيريسفورد. يلعب جون هارجريفز دور دون هندرسون مع جيني درينان في دور كاث زوجة دون. يلعب راي باريت دور مال ومعلم دون وبات بيشوب هي زوجته. يلعب غراهام كينيدي دور ماك وغرايم بلاندل هو المؤيد الليبرالي وفيرونيكا لانغ زوجته المطيعة. كيري (كاندي ريموند) هي الفنانة الجذابة والحازمة وإيفان (كيت تايلور) هي شريكها المتوتر والمتملك. يأتي كولي (هارولد هوبكنز) مع صديقته الشابة سوزان (كلير بيني).
في الفيلم ، تم نقل الإعداد إلى ضاحية ويست لاي (مكان ويندام 7) في الضواحي الشمالية لسيدني. كما ينحرف الفيلم عن النسخة المسرحية من خلال زيادة مستوى الألفاظ النابية ويحتوي على مشاهد جنسية وعري أمامي كامل.
فازت بات بيشوب بجائزة المعهد الاسترالي للسينما لأفضل ممثلة في دور رئيسي وفازت فيرونيكا لانغ بجائزة المعهد الاسترالي للسينما لأفضل ممثلة في دور داعم وفاز بروس بيريسفورد بجائزة أفضل إخراج وفاز ديفيد ويليامسون بجائزة أفضل سيناريو وفاز الفيلم بجائزة التعديل والصوت. دخل الفيلم في مهرجان برلين السينمائي الدولي السابع والعشرين.

## طاقم الممثلين
- راي باريت في دور مال وهو طبيب نفسي سابق قاسي ويمارس الآن كمستشار إداري
- كلير بيني بدور سوزان صديقة كولي البالغة من العمر 19 عامًا طالبة جامعية
- بات بيشوب الحائز على جائزة المعهد الأسترالي للأفلام لأفضل ممثلة في دور قيادي مثلت جيني زوجة مال التي طالت معاناتها
- غرايم بلاندل بدور سايمون محاسب عصبي لشركة بلاستيك صناعية ومؤيد ليبرالي
- جيني درينان في دور كاث هندرسون زوجة دون ومضيفة مشاركة للحفلة
- جون هارجريفز في دور دون هندرسون مضيف الحفلة ومدرس
- هارولد هوبكنز في دور غرينجر كولي المحامي المهووس بالجنس صاحب الصوت العالي
- جراهام كينيدي في دور ماك مهندس تصميم منفصل مؤخرًا
- فيرونيكا لانج الحاصلة على جائزة المعهد الاسترالي للافلام لأفضل ممثلة في دور داعم بدور جودي.
- كاندي ريموند في دور كيري رسام فظ ومتعجرف أقام أربعة معارض فنية رئيسية
- كيت تايلور مثل إيفان صديق كيري طبيب أسنان متوتر
- جون جورتون هو نفسه (كان رئيس الوزراء الحالي لأستراليا في الانتخابات وحزبه فاز بفارق ضئيل)
- بروس بيريسفورد كصاحب متجر خمور

## الإنتاج
في عام 1973، اقترب جاك لي من فيليب آدامز لصنع الفيلم  الذي أراد الإخراج. في ذلك الوقت ، شعر آدامز أن الكوميديا هي النوع الوحيد من الأفلام الذي يحتمل أن يسترد مالياً نفسه في أستراليا لذلك شعر أنه سيكون قادرًا بسهولة على جمع تمويل للفيلم الذي لم يعتقد أنه سيكلف أكثر من 300 ألف دولار. ومع ذلك، كان آدامز مشغولاً في ذلك الوقت بالعمل في مجلس أستراليا الذي أوقف مشاركته لمدة 12 شهرًا؛ في نهاية ذلك الوقت ، كانت أستراليا في منتصف أزمة ائتمانية ووجد صعوبة أكبر مما كان يتوقع الحصول على المال.
ظهرت المشاكل بعد ذلك عندما أراد المخرج لي تحويل الفيلم إلى كوميديا أوسع و الأمر الذي جعل ويليامسون غير مرتاح وكان آدامز قلقًا بشأن زيادة التمويل مع لي لذا انسحب لي. اقترب آدامز من كين هانام لكنه افتقر إلى التعاطف مع الشخصيات ووجدها عدوانية للغاية. تم الاتصال بتيم بورستال وبيتر وير لكنهما رفضا الفيلم أيضًا. في النهاية اقترب آدامز من بروس بيريسفورد ، الذي وافق.
كان هناك بعض النقاش حول تحديث أحداث المسرحية إلى الانتخابات الفيدرالية لعام 1975 ولكن في النهاية تقرر الإبقاء على السيناريو وفيا للمسرحية الأصلية حيث كان يعتقد على نطاق واسع في عام 1975 أن حزب العمال سيخسر - وهو ما لم يكن في عام 1969. تم نقل المكان إلى سيدني جزئيًا لأنه كان هناك شعور بأنه سيكون أرخص ولكن أيضًا لضمان عدم شعور المشاهدين بأن الفيلم كان "ملبورن أيضًا". تم رفع الميزانية من لجنة الأفلام الأسترالية والمستثمرين من القطاع الخاص العارضين بشكل رئيسي.
أراد آدامز أن يلقي بول هوجان في دور كولي لكن الممثل رفض. لعب راي باريت هذا الدور في لندن لكنه كان يعتبر أكبر من أن يقوم به في الفيلم ، وحصل على دور مال بدلاً من ذلك. تم تغييره من كونه طالبًا سابقًا إلى محاضر للسماح بعمره. تولى غرايم بلاندل دور المحاسب من أجل الهروب من التلبيس مثل الفن بربل. (كان بلاندل قد أنتج المسرحية الأصلية في عام 1971.) كان من المفترض في الأصل أن يلعب بيري كروكر دور دون ولكن تم استبداله بـ جون هارجريفز. ادعى هارجريفز في وقت لاحق أن هذا حدث في وقت قصير عندما كسر كروكر ظهره ... في اليوم السابق للبروفات.
بدأ إطلاق النار في يناير 1976 واستغرق ما يقرب من خمسة أسابيع باستخدام منزل في ويستلي كموقع رئيسي.
لعب جون جورتون دورًا رائعًا كإشادة بمساهمته في المساعدة في إعادة تأسيس صناعة السينما الأسترالية.

## شباك التذاكر
قام فيليب آدمز بتوزيع الفيلم في الأصل بنفسه. حقق حزب دون 871000 دولار في شباك التذاكر في أستراليا وهو ما يعادل 4،503،070 دولارًا في عام 2009 بالدولار.
صنف ويليامسون الفيلم بدرجة عالية قائلاً إنه "أحسن أداءه"

## في الثقافة الشعبية
مقطع الفيديو لأغنية You Am I's 1998 المنفردة "What I Don't Know 'bout You" هو تكريم لنسخة الفيلم من "حفل دون" يضم مشاهد من الفيلم أعاد تمثيله ممثلون أستراليون مشهورون بما في ذلك ستيفن كاري وبن مندلسون ومات داي وتانيا لاسي ونادين غارنر.

## أنظر أيضاً
سينما أستراليا

## روابط خارجية
- حفل دون في الأرشيف الوطني للسينما والصوت[وصلة مكسورة]
- حفل دون في IMDb
- حفل دون في الشاشة الاسترالية
- حفل دون في افلام أوز